# TCDD 56 001–166
Die Baureihe 56001 der Türkischen Staatsbahn (TCDD) ist eine Dampflokomotivenbaureihe der auch als Decapod bezeichneten Achsfolge 1’E. Entwickelt wurde die Baureihe angelehnt an die Baugrundsätze der Einheitsdampflokomotiven der Deutschen Reichsbahn von Henschel. Von 1937 bis 1961 wurden in mehreren, lediglich leicht modifizierten Lieferungen insgesamt 168 Lokomotiven dieser Baureihe von Lokomotivfabriken in Deutschland, Großbritannien und der Tschechoslowakei gebaut, die beiden letzten Exemplare von Ausbesserungswerken der TCDD in der Türkei. Sie waren die meistgebaute Dampflokomotivbaureihe der TCDD und stellten bis in die 1980er Jahre einen wesentlichen Teil der Traktionsleistungen auf dem türkischen Eisenbahnnetz. Weitere 17 Lokomotiven dieser Bauart gingen während des Zweiten Weltkriegs an die bulgarische Staatsbahn BDŽ.

## Geschichte
In der Mitte der 1930er Jahre bestellte die TCDD zunächst elf 1'D1'- und zwanzig 1'E-Dampflokomotiven bei Henschel & Sohn in Kassel. Die Baureihen 46051 und 56001 besaßen zum Zweck der Vereinheitlichung identische Kessel und Zylinder und wurden von der damals für die Deutsche Reichsbahn (DR) in Produktion befindlichen DR-Baureihe 41 abgeleitet. Die türkischen Lokomotiven entstanden auf der Grundlage des Einheitslokomotivprogramms der DR und erhielten viele vereinheitlichte Bauteile. Wesentliche Konstruktionsänderungen gegenüber der Baureihe 41 waren vor allem die von 20 auf 18 Tonnen reduzierte Achslast sowie kleinere, nahezu die gleiche Größe wie bei der DR-Baureihe 44 aufweisende Treibräder.
1937 wurde die erste Lokomotive mit der Nummer 56021 ausgeliefert. Während es bei der Reihe 46051 nach der ersten Serie keine Nachbestellungen gab, folgten bei der Reihe 56001 weitere Lieferungen. Bis 1938 wurden von Henschel und Krupp 24 Lokomotiven der ersten Serie mit den TCDD-Betriebsnummern 56021 bis 56044 geliefert.
Die Lokomotiven mit führendem Krauss-Helmholtz-Lenkgestell bewährten sich vorzüglich und erwiesen sich als nützlich für jede Zugart. Die TCDD setzte sie für ihre besten Schnellzüge und ihre schwersten Güterzüge ein, bis genug Lokomotiven der Baureihe DE24000 bereitstanden, um sie zu ersetzen.
Der ersten Beschaffung von 24 Exemplaren folgte bald eine weitere Bestellung von 78 Lokomotiven. Die Nummern 56001 bis 56018 waren zuvor bereits einmal für ältere 1'E-Lokomotiven verwendet worden: 56 001–010 für die CFOA 101–110 und 56 011–018 für die SCP 81–88. 1940 wurden diese in 56 901–910 bzw. 56 911–918 umgezeichnet und ihre Nummern mit den ab 1940 von Esslingen gelieferten nächsten Exemplaren der Reihe 56001 erneut besetzt. Von den 102 bei deutschen Fabriken bestellten Lokomotiven wurden 96 gebaut, davon kamen 79 zur TCDD. Die übrige Bestellung von 6 Lokomotiven wurde storniert. Weitere Lokomotiven dieser Bauart bestellte die TCDD im Rahmen eines Handelsabkommens mit dem Vereinigten Königreich im April 1939 bei britischen Lokomotivfabriken. Bedingt durch den Ausbruch des Zweiten Weltkriegs lieferten Beyer-Peacock und Vulcan Foundry erst 1948 37 der ursprünglich bestellten 48 Lokomotiven aus. Sie erhielten die Nummern 56080–116. Einziger nennenswerter Unterschied zu den deutschen Lieferungen war der von Vulcan Foundry teilweise in Schweißtechnik ausgeführte Schlepptender.
Ein Jahr später lieferten die beiden tschechoslowakischen Lokomotivfabriken Škoda und ČKD jeweils 25 Lokomotiven dieser Baureihe. Sie sind ebenfalls weitgehend baugleich, fielen aber etwas schwerer aus. Deren vollständig geschweißter Tender entsprach konstruktiv den Wannentendern der deutschen Kriegslokomotiven. Diese 1949 gebauten Lokomotiven mit den Nummern 56117–166 dienten 1961 als Vorbild für die einzigen in der Türkei gebauten Dampflokomotiven, die beiden Exemplare der Baureihe T56201–202. Diese beiden Lokomotiven entstanden in den Ausbesserungswerken der TCDD in Eskişehir (das Werk firmiert heute als Tülomsaş) und Sivas. Die in Eskişehir erbaute Lokomotive T56201 erhielt den Namen „Kara Kurt“ (Schwarzer Wolf), die in Sivas produzierte T56202 den Namen „Boz Kurt“ (Grauer Wolf). Abweichend vom normalen Nummernsystem der TCDD erhielten beide Lokomotiven ein T vor ihrer Betriebsnummer, um ihre Herkunft zu zeigen.
Bis zur Ablieferung größerer Serien von Diesellokomotiven bespannten die Lokomotiven dieser Baureihe Züge fast aller Zuggattungen, auch im Schnellzugverkehr bewährten sie sich auf dem gebirgigen Streckennetz der TCDD. Lediglich auf den Strecken östlich von Izmir mit ihrem relativ leichten Oberbau und im europäischen Teil der Türkei wurden sie nicht eingesetzt. Ab den 1960er Jahren verdrängten die Diesellokomotiven die Baureihe 56001 zunehmend in östliche Landesteile, wo sie vor allem in Erzurum und Malatya eingesetzt wurden. Bis Mitte der 1980er Jahre zählten aber auch Strecken im Westen Anatoliens wie etwa von Bandırma nach Balıkesir und von Afyonkarahisar nach Konya zu ihrem Einsatzgebiet. Die letzten Exemplare gingen bis etwa 1988 aus dem Plandienst.

### DR-Baureihe 58.28
Einige Lokomotiven aus den 1940 erbauten Lieferungen wurden nach der Fertigstellung aufgrund von Streitigkeiten um die Bezahlung zunächst nicht in die Türkei geliefert. Insgesamt 25 Lokomotiven wurden Ende 1940 von der Deutschen Reichsbahn (DR) in ihren Betriebspark als Baureihe 58.28 eingereiht. 58 2801–2810 wurden 1941 nach Bulgarien an die BDŽ verkauft (siehe unten) und 58 2811–2825 kamen 1942 zur TCDD.

### BDŽ-Baureihe 12
Die Bulgarische Staatsbahn (BDŽ) plante 1940 eine weitere Beschaffung von sieben Lokomotiven der BDŽ-Baureihe 11. Auf eine entsprechende Ausschreibung reagierte lediglich Krupp und bot an, sieben Lokomotiven der für die TCDD entwickelten Baureihe kurzfristig zu liefern. Die unter Lokmangel leidende BDŽ kaufte daher die angebotenen Lokomotiven und reihte sie als 12.01–07 ein. 1941 übernahm sie weitere 10 Lokomotiven aus der zwischenzeitlich bei der DR eingereihten Serie für die TCDD und reihte sie als 12.08–17 ein.
Während die TCDD die Lokomotiven universell einsetzte und die DR sie als Güterzuglokomotiven eingruppierte, wurden die Lokomotiven der BDŽ als Personenzuglokomotiven eingereiht.

### Erhaltene Lokomotiven
Verschiedene Lokomotiven der Baureihe 56001 sind erhalten geblieben und werden in Eisenbahnmuseen oder vor Bahnhöfen als Denkmallokomotiven ausgestellt. Die Lokomotive 56045, von Henschel mit der Fabriknummer 24000 gebaut, steht im Eisenbahnmuseum Çamlık. Eine weitere Lokomotive, 56052, von Krupp unter der Fabriknummer 1966 gebaut, ist in Malatya abgestellt und gehört zu den Lokomotiven, die nicht gepflegt werden und in der nächsten Zeit verschrottet werden sollen. Beide Lokomotiven wurden 1940 hergestellt. Zu den älteren Lokomotiven, die in der nächsten Zeit verschrottet werden sollen gehören außerdem noch die 56115 (ebenfalls in Malatya), die 56080 (in Erzincan) sowie diverse tschechoslowakische Lokomotiven.

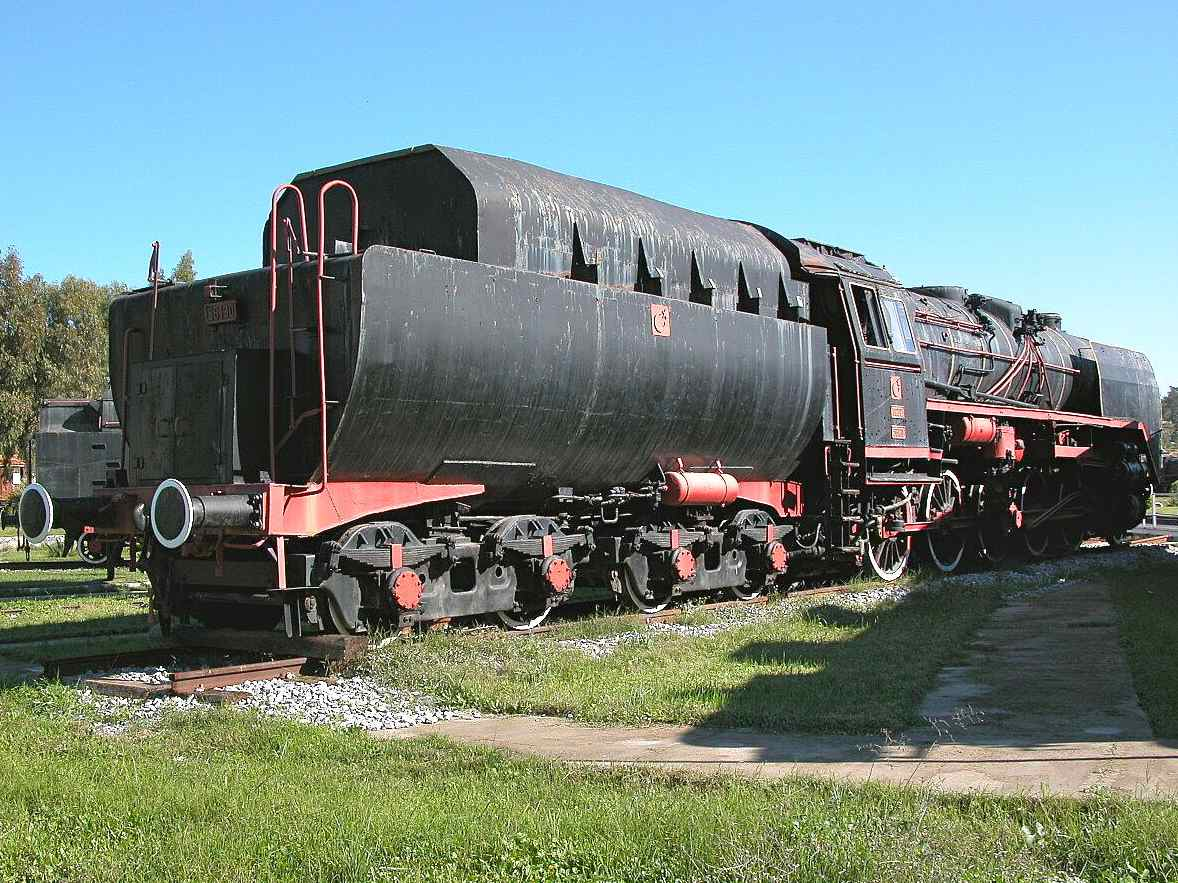
56.130 Eisenbahnmuseum Çamlık (2002)

Von den britischen und tschechoslowakischen Maschinen steht mit der 56116 und der 56130 je ein Exemplar in Çamlık. Die 1948 von Vulcan Foundry unter der Fabriknummer 5689 hergestellte 56086 befindet sich im TCDD-Freilicht-Dampflokomotivmuseum in Ankara, die unter der Fabriknummer 5691 hergestellte 56088 ist im Wissenschaft- und Technik-Museum der ODTÜ (Technische Universität des Mittleren Ostens) ausgestellt und die 1949 von Škoda unter der Fabriknummer 1991 hergestellte 56142 im Karaçayır Park in Bolu. Die in der Türkei hergestellten Lokomotiven T56201 und T56202 sind beide erhalten: T56201 als Denkmal bei Tülomsaş und T56202 bei Tüdemsaş.
Die in Esslingen 1940 mit der Fabriknummer 4399 erbaute Lokomotive 56009 ist betriebsfähig und in Konya stationiert. Sie wurde 2007 für einen Sonderzug nach Istanbul Sirkeci eingesetzt. 2013 erhielt sie neue Rohre. Auch die 1949 von ČKD unter der Fabriknummer 2523 hergestellte 56140 ist betriebsfähig und in Sivas stationiert.
Mindestens zwei Lokomotiven der Baureihe 12 waren in Bulgarien bis mindestens 2004 noch vorhanden: Die 1940 von Krupp unter der Fabriknummer 1970 hergestellte 12.03 in Kalojanovec und die im selben Jahr von BMAG unter der Fabriknummer 11251 hergestellte 12.17 (ex DR 58 2810) früher in Asenovo, später in Plewen.

## Fahrzeugserien
| Serie | TCDD-Nummern                     | Anzahl | Hersteller                        | Lieferung |
| ----- | -------------------------------- | ------ | --------------------------------- | --------- |
| 1     | 56021–56044                      | 24     | Henschel, Krupp                   | 1937/38   |
| 2     | 56001–56020                      | 20     | Esslingen, BMAG, Krupp            | 1940      |
| 3     | 56045–56079                      | 35     | Henschel, Krupp                   | 1940/41   |
| 4     | geliefert an BDŽ als 12.01–12.17 | 17     | Henschel, BMAG                    | 1940      |
| 5     | storniert                        | 6      | BMAG                              | —         |
| 6     | 56080–56116                      | 37     | Beyer-Peacock, Vulcan Foundry     | 1948      |
| 7     | 56117–56141                      | 25     | ČKD                               | 1949      |
| 8     | 56142–56166                      | 25     | Škoda                             | 1949      |
| 9     | T56201–56202                     | 2      | Tülomsaş, Ausbesserungswerk Sivas | 1961      |